# Wilhelm Rubin

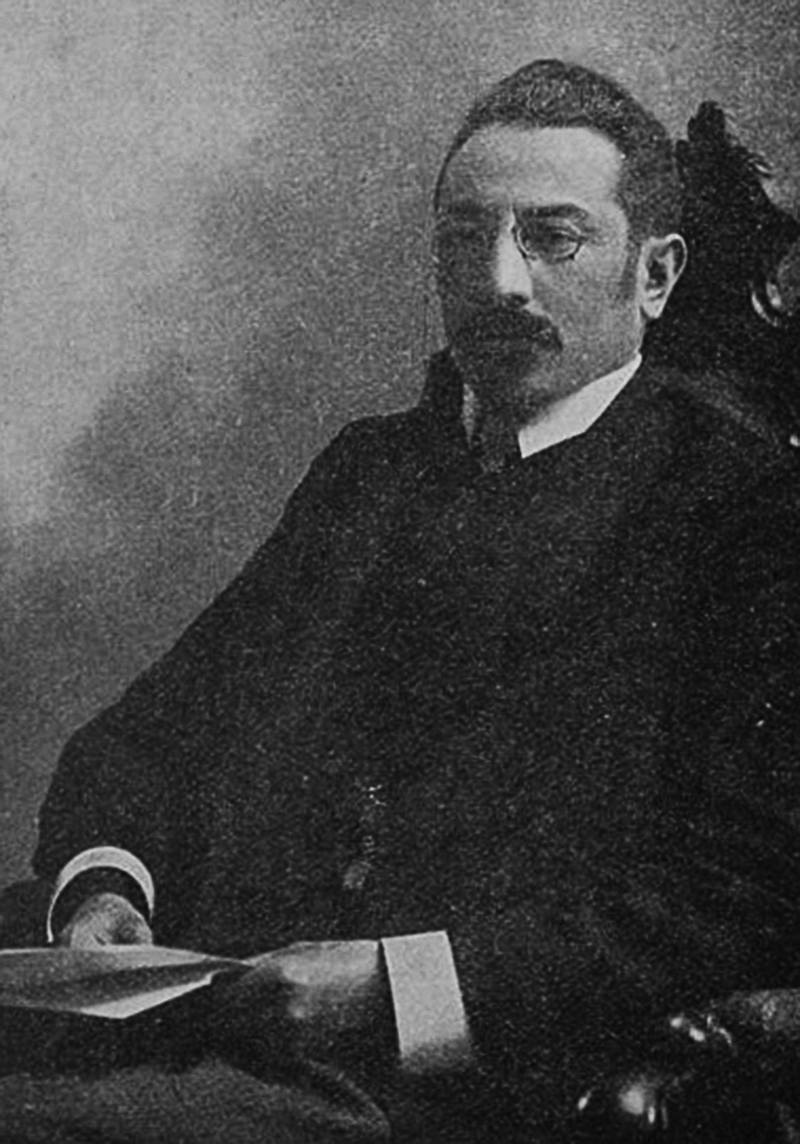
Wilhelm Rubin ok. 1910

Wilhelm Rubin (Róbin) (Chil Wolf Rubin, ur. 1 listopada 1873, zm. 1942) – polski lekarz, esperantysta. 
Ukończył gimnazjum w Piotrkowie Trybunalskim. Dyplom lekarza otrzymał w 1897 roku na Cesarskim Uniwersytecie Warszawskim. Następnie praktykował jako asystent w klinice terapeutycznej Szpitala Św. Ducha, potem w Szpitalu Starozakonnych na Czystem. W latach 1904–1906 służył jako lekarz wojskowy podczas wojny rosyjsko-japońskiej. 26 listopada 1899 ożenił się z Marią z domu Arnstein, w następnym roku urodziła im się córka Stefania. 
Był wiceprezesem Polskiego Towarzystwa Gastrologicznego, współzałożycielem i pierwszym prezesem Zrzeszenia Lekarzy RP, prezesem Związku Lekarzy Esperantystów. W 1893 roku założył czasopismo lekarzy esperantystów „Kuracisto”.
W 1942 r. został rozstrzelany przez Niemców w Łucku.